# El Grau (Castellbell i el Vilar)
El Grau és una obra de Castellbell i el Vilar (Bages) protegida com a Bé Cultural d'Interès Local.

## Descripció
Es tracta d'un conjunt d'edificacions fruit de l'agregació de volums en diferents èpoques que han creat una composició unitària típica de l'arquitectura rural catalana. El conjunt principal té una distribució en forma de U, al voltant d'un pati interior. Cal destacar la portalada d'accés a la finca que es troba a la façana oest de grans dimensions i la galeria que remata el segon pis orientada al sud.